# Tomomingi wastani
Espèce
Tomomingi wastani est une espèce d'araignées aranéomorphes de la famille des Salticidae.

## Distribution
Cette espèce est endémique de Tanzanie. Elle se rencontre entre 1 400 et 1 800 m d'altitude dans les monts Usambara.

## Description
Le mâle holotype mesure 3,13 mm et la femelle paratype 3,00 mm.

## Publication originale
- Szűts & Scharff, 2009 : Revision of the living members of the genus Tomocyrba Simon, 1900 (Araneae: Salticidae). Contributions to Natural History, vol. 12, p. 1337-1372.